# Golfo de Kula
 Coordenadas : orientação de longitude inválida, deve ser "E" ou "W"

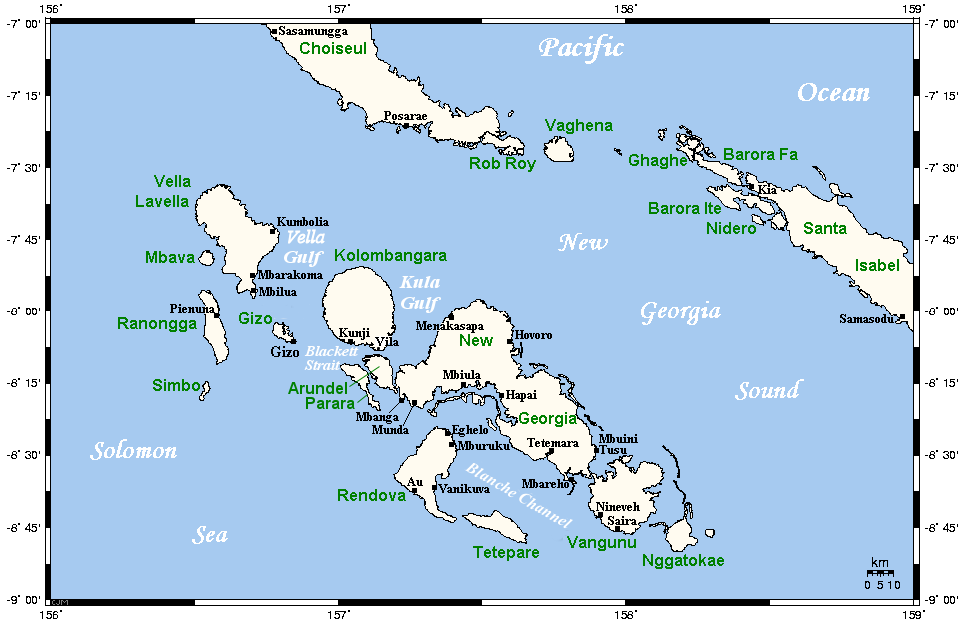
Mapa com a localização do golfo.

O golfo de Kula é um golfo do grupo das Ilhas da Nova Geórgia, na província Ocidental das Ilhas Salomão. A norte abre-se ao estreito da Nova Geórgia. Está compreendido entre as ilhas de Kolombangara a oeste, Arundel a sudoeste, e Nova Geórgia a sul e leste. Pelo estreito de Blackett a sudoeste liga ao golfo de Vella e ao mar de Salomão.
Durante os confrontos da Segunda Guerra Mundial, durante a Campanha das Ilhas Salomão, em 5 e 6 de julho de 1943, teve lugar no golfo a batalha do Golfo de Kula entre as armadas japonesa e norte-americana.